# Selecció femenina d'handbol de França
La selecció femenina d'handbol de França representa França en les competicions internacionals d'handbol. Ha guanyat 3 medalles a les Olimpíades (1 d'or en els Jocs Olímpics de Tòquio 2020), 7 medalles als Campionats del Món (3 d'or) i 5 medalles als Campionats d'Europa (1 d'or).
Isabelle Wendling, amb 338 partits jugats, és la jugadora amb més aparicions internacionals amb la samarreta de la selecció nacional, mentre que Véronique Pecqueux-Rolland, amb 898 gols anotats, és la màxima golejadora en la història de l'equip francès.

## Historial

### Jocs Olímpics
| Edició | Any  | Seu            | Posició              | J                    | G                    | E                    | P                    | GF                   | GC                   | DG                   |
| ------ | ---- | -------------- | -------------------- | -------------------- | -------------------- | -------------------- | -------------------- | -------------------- | -------------------- | -------------------- |
| XXI    | 1976 | Montreal       | No es va classificar | No es va classificar | No es va classificar | No es va classificar | No es va classificar | No es va classificar | No es va classificar | No es va classificar |
| XXII   | 1980 | Moscou         | No es va classificar | No es va classificar | No es va classificar | No es va classificar | No es va classificar | No es va classificar | No es va classificar | No es va classificar |
| XXIII  | 1984 | Los Angeles    | No es va classificar | No es va classificar | No es va classificar | No es va classificar | No es va classificar | No es va classificar | No es va classificar | No es va classificar |
| XXIV   | 1988 | Seül           | No es va classificar | No es va classificar | No es va classificar | No es va classificar | No es va classificar | No es va classificar | No es va classificar | No es va classificar |
| XXV    | 1992 | Barcelona      | No es va classificar | No es va classificar | No es va classificar | No es va classificar | No es va classificar | No es va classificar | No es va classificar | No es va classificar |
| XXVI   | 1996 | Atlanta        | No es va classificar | No es va classificar | No es va classificar | No es va classificar | No es va classificar | No es va classificar | No es va classificar | No es va classificar |
| XXVII  | 2000 | Sydney         | 6a posició           | 7                    | 3                    | 0                    | 4                    | 180                  | 177                  | +3                   |
| XXVIII | 2004 | Atenes         | 4a posició           | 7                    | 3                    | 0                    | 4                    | 179                  | 182                  | -3                   |
| XXIX   | 2008 | Pequín         | 5a posició           | 8                    | 4                    | 0                    | 4                    | 219                  | 217                  | +2                   |
| XXX    | 2012 | Londres        | 5a posició           | 6                    | 4                    | 1                    | 1                    | 147                  | 126                  | +21                  |
| XXXI   | 2016 | Rio de Janeiro | 2                    | 8                    | 6                    | 0                    | 2                    | 188                  | 164                  | +24                  |
| XXXII  | 2020 | Tòquio         | 1                    | 8                    | 5                    | 1                    | 2                    | 230                  | 209                  | +21                  |
| XXXIII | 2024 | París          | 2                    | 8                    | 7                    | 0                    | 1                    | 237                  | 204                  | +33                  |

### Campionat del Món
| Edició | Any  | Seu                      | Posició              | J                    | G                    | E                    | P                    | GF                   | GC                   | DG                   |
| ------ | ---- | ------------------------ | -------------------- | -------------------- | -------------------- | -------------------- | -------------------- | -------------------- | -------------------- | -------------------- |
| I      | 1957 | Iugoslàvia               | No es va classificar | No es va classificar | No es va classificar | No es va classificar | No es va classificar | No es va classificar | No es va classificar | No es va classificar |
| II     | 1962 | Romania                  | No es va classificar | No es va classificar | No es va classificar | No es va classificar | No es va classificar | No es va classificar | No es va classificar | No es va classificar |
| III    | 1965 | Alemanya Occidental      | No es va classificar | No es va classificar | No es va classificar | No es va classificar | No es va classificar | No es va classificar | No es va classificar | No es va classificar |
| IV     | 1971 | Països Baixos            | No es va classificar | No es va classificar | No es va classificar | No es va classificar | No es va classificar | No es va classificar | No es va classificar | No es va classificar |
| V      | 1973 | Iugoslàvia               | No es va classificar | No es va classificar | No es va classificar | No es va classificar | No es va classificar | No es va classificar | No es va classificar | No es va classificar |
| VI     | 1975 | URSS                     | No es va classificar | No es va classificar | No es va classificar | No es va classificar | No es va classificar | No es va classificar | No es va classificar | No es va classificar |
| VII    | 1978 | Txecoslovàquia           | No es va classificar | No es va classificar | No es va classificar | No es va classificar | No es va classificar | No es va classificar | No es va classificar | No es va classificar |
| VIII   | 1982 | Hongria                  | No es va classificar | No es va classificar | No es va classificar | No es va classificar | No es va classificar | No es va classificar | No es va classificar | No es va classificar |
| IX     | 1986 | Països Baixos            | 15a posició          | 6                    | 1                    | 0                    | 5                    | 89                   | 121                  | -32                  |
| X      | 1990 | Corea del Sud            | No es va classificar | No es va classificar | No es va classificar | No es va classificar | No es va classificar | No es va classificar | No es va classificar | No es va classificar |
| XI     | 1993 | Noruega                  | No es va classificar | No es va classificar | No es va classificar | No es va classificar | No es va classificar | No es va classificar | No es va classificar | No es va classificar |
| XII    | 1995 | Àustria Hongria          | No es va classificar | No es va classificar | No es va classificar | No es va classificar | No es va classificar | No es va classificar | No es va classificar | No es va classificar |
| XIII   | 1997 | Alemanya                 | 10a posició          | 6                    | 3                    | 0                    | 3                    | 160                  | 125                  | +35                  |
| XIV    | 1999 | Noruega Dinamarca        | 2                    | 9                    | 7                    | 0                    | 2                    | 213                  | 178                  | +35                  |
| XV     | 2001 | Itàlia                   | 5a posició           | 9                    | 7                    | 0                    | 2                    | 246                  | 207                  | +39                  |
| XVI    | 2003 | Croàcia                  | 1                    | 10                   | 9                    | 0                    | 1                    | 282                  | 224                  | +58                  |
| XVII   | 2005 | Rússia                   | 12a posició          | 8                    | 3                    | 0                    | 5                    | 212                  | 199                  | +13                  |
| XVIII  | 2007 | França                   | 5a posició           | 10                   | 7                    | 0                    | 3                    | 287                  | 251                  | +36                  |
| XIX    | 2009 | Xina                     | 2                    | 10                   | 7                    | 0                    | 3                    | 258                  | 219                  | +39                  |
| XX     | 2011 | Brasil                   | 2                    | 9                    | 7                    | 0                    | 2                    | 268                  | 204                  | +64                  |
| XXI    | 2013 | Sèrbia                   | 6a posició           | 7                    | 6                    | 0                    | 1                    | 173                  | 121                  | +52                  |
| XXII   | 2015 | Dinamarca                | 7a posició           | 9                    | 5                    | 1                    | 3                    | 227                  | 194                  | +33                  |
| XXIII  | 2017 | Alemanya                 | 1                    | 9                    | 7                    | 1                    | 1                    | 236                  | 189                  | +47                  |
| XXIV   | 2019 | Japó                     | 13a posició          | 7                    | 4                    | 1                    | 2                    | 191                  | 138                  | +53                  |
| XXV    | 2021 | Espanya                  | 2                    | 9                    | 8                    | 0                    | 1                    | 240                  | 197                  | +43                  |
| XXVI   | 2023 | Dinamarca Noruega Suècia | 1                    | 9                    | 9                    | 0                    | 0                    | 290                  | 228                  | +62                  |
| XXVII  | 2025 | Alemanya Països Baixos   | Classificada         | Classificada         | Classificada         | Classificada         | Classificada         | Classificada         | Classificada         | Classificada         |

### Campionat d'Europa
| Edició | Any  | Seu                                     | Posició              | J                    | G                    | E                    | P                    | GF                   | GC                   | DG                   |
| ------ | ---- | --------------------------------------- | -------------------- | -------------------- | -------------------- | -------------------- | -------------------- | -------------------- | -------------------- | -------------------- |
| I      | 1994 | Alemanya                                | No es va classificar | No es va classificar | No es va classificar | No es va classificar | No es va classificar | No es va classificar | No es va classificar | No es va classificar |
| II     | 1996 | Dinamarca                               | No es va classificar | No es va classificar | No es va classificar | No es va classificar | No es va classificar | No es va classificar | No es va classificar | No es va classificar |
| III    | 1998 | Països Baixos                           | No es va classificar | No es va classificar | No es va classificar | No es va classificar | No es va classificar | No es va classificar | No es va classificar | No es va classificar |
| IV     | 2000 | Romania                                 | 5a posició           | 6                    | 4                    | 0                    | 2                    | 150                  | 125                  | +25                  |
| V      | 2002 | Dinamarca                               | 3                    | 8                    | 5                    | 0                    | 3                    | 189                  | 191                  | -2                   |
| VI     | 2004 | Hongria                                 | 11a posició          | 6                    | 1                    | 0                    | 5                    | 153                  | 177                  | -24                  |
| VII    | 2006 | Suècia                                  | 3                    | 8                    | 5                    | 0                    | 3                    | 203                  | 196                  | +7                   |
| VIII   | 2008 | Macedònia                               | 14a posició          | 3                    | 0                    | 0                    | 3                    | 74                   | 83                   | -9                   |
| IX     | 2010 | Dinamarca Noruega                       | 5a posició           | 7                    | 5                    | 0                    | 2                    | 168                  | 153                  | +15                  |
| X      | 2012 | Sèrbia                                  | 9a posició           | 6                    | 3                    | 0                    | 3                    | 140                  | 131                  | +9                   |
| XI     | 2014 | Croàcia Hongria                         | 5a posició           | 7                    | 5                    | 1                    | 1                    | 168                  | 150                  | +18                  |
| XII    | 2016 | Suècia                                  | 3                    | 8                    | 6                    | 0                    | 2                    | 183                  | 164                  | +19                  |
| XIII   | 2018 | França                                  | 1                    | 8                    | 6                    | 1                    | 1                    | 217                  | 181                  | +36                  |
| XIV    | 2020 | Dinamarca                               | 2                    | 8                    | 6                    | 1                    | 1                    | 209                  | 179                  | +30                  |
| XV     | 2022 | Eslovènia Macedònia del Nord Montenegro | 4a posició           | 8                    | 6                    | 0                    | 2                    | 222                  | 177                  | +45                  |
| XVI    | 2024 | Àustria Hongria Suïssa                  | Classificada         | Classificada         | Classificada         | Classificada         | Classificada         | Classificada         | Classificada         | Classificada         |